# Prisade
Prisade su naselje u općini Doboj, Republika Srpska, BiH. 

## Stanovništvo
Nacionalni sastav stanovništva 1991. godine, bio je sljedeći:
ukupno: 414
- Hrvati - 394
- Srbi - 7
- Muslimani - 1
- Jugoslaveni - 11
- ostali, neopredijeljeni i nepoznato - 1

## Rat 1992.
Prisade su pale početkom 1992. pred naletom srpskih paravojnih snaga. U selu je došlo do etničkog čišćenja i zločina nad civilnim stanovništvom kada su ubijena 24 stanovnika.
Strateški su Prisade važne jer preko njih ide pristup Putnikovom Brdu s kojeg se može granatirati veliki dio Usore. Što su srpske snage i iskoristile postavivši tamo većinu topništva koja će sijati smrt tijekom cijelog rata.